# Iława (Opole)
Pour l’article homonyme, voir Iława.
Iława est une localité polonaise de la voïvodie d'Opole et du powiat de Nysa.